# Kamax
KAMAX Holding GmbH & Co. KG er en en tysk producent af fastgørelsesmidler til bilindustrien. De har hovedkvarter i Homberg (Ohm), Hessen. I 2020 var der 4.000 ansatte og en omsætning på 774 mio. euro.
Ingeniør Rudolf Kellermann grundlagde i Osterode am Harz Rudolf Kellermann Fabrik für Gewindeteile. 